# Wort und Bild Verlag

Logo

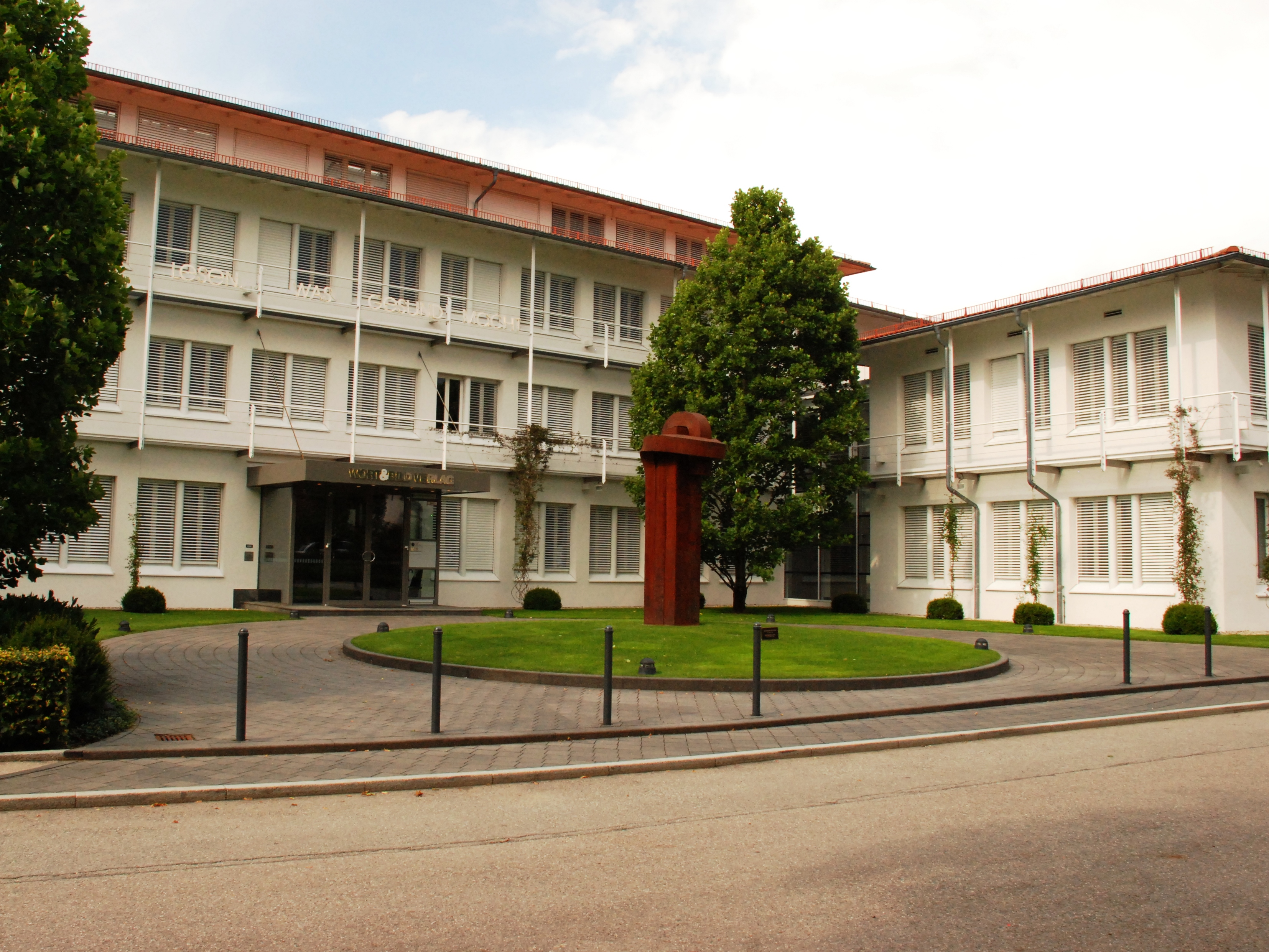
Verlagsgebäude in Baierbrunn

Der Wort & Bild Verlag in Baierbrunn produziert Zeitschriften, Kundenmagazine, Bücher und seit 2020 auch Podcasts zum Thema Gesundheit. Vertrieben werden die Medien vorwiegend über Apotheken bzw. den bekannten Podcastplattformen. Der Verlag hat etwa 300 Mitarbeiter (Stand: 2021).

## Geschichte
Gegründet wurde der Verlag 1955 von Rolf Becker mit Entwicklung der Apotheken Umschau, die 1956 erstmals erschien. Sie ist heute die auflagenstärkste deutsche Kundenzeitschrift. Im Jahr 1968 bezog der Verlag seinen Standort in Baierbrunn. Das heutige Medien-Portfolio mit Apotheken Umschau, Senioren Ratgeber, Diabetes Ratgeber, Apotheken Umschau Eltern, medizini, dem HausArzt PatientenMagazin und PTA Women erreicht monatlich mehr als 30 Millionen Interessierte in Deutschland – in Print, Online, Audio oder auf Social Media.

### Geschäftsmodell
Das Geschäftsmodell Beckers fußt auf zwei Säulen: Leicht verständliche Artikel und aggressive Werbung.
Säule eins: Leicht verständliche Artikel. Die Redaktionen bestehen aus zum Teil ehemaligen Wissenschaft- und Zeitschriftenredakteuren, die Gesundheitsthematiken leicht lesbar aufbereiten können. So haben Apotheken-Umschau-Chefredakteure wie Hans Halter oder Günter Haaf zuvor Zeitschriften wie Geo Wissen, Natur oder Stern in Führungspositionen verantwortet. Auch die 2024 neu aufgestellte Chefredaktion setzt sich aus Ärzten und Journalisten zusammen. In den redaktionellen Texten aller Verlagsmedien werden grundsätzlich nur Wirkstoffe genannt, niemals Produkt- oder Markennamen.
Die zweite Säule: Nachfrage und Reichweite erzeugen per aggressiver TV-Werbung (…„nur in guten Apotheken“…) mit der Folge, dass Apotheker vor dem Hintergrund starker Konkurrenz untereinander sich veranlasst sehen, Exemplare etwa der Apotheken Umschau vom Verlag zu erstehen, um sie an ihre nachfragenden Kunden kostenlos weiterzugeben.
Zu den Vertriebserlösen durch die Apotheker kommen Erlöse aus Anzeigen. Für Pharmahersteller sind Anzeigen die einzige Möglichkeit, ihre Produktnamen und ihre Marken in den Wort&Bild-Medien zu sehen, da, wie oben beschrieben, in den redaktionellen Texten grundsätzlich keine Marken- und Produktnamen genannt werden.

### Beteiligungen
Im Dezember 2020 übernimmt der Wort & Bild Verlag die Werbeagentur Markom. Im März 2021 gründet der Verlag das Joint Venture Vita Health Media gemeinsam mit der Content-Agentur Looping des früheren Stern-Chefredakteurs Dominik Wichmann. Die Unit soll außerhalb der klassischen Apothekenmagazine neue Zielgruppen und Leser erreichen. Nach der Looping-Insolvenz im Dezember 2023 ist die Wort & Bild-Gruppe im Januar 2024 mehrheitlich bei Looping eingestiegen und hat die neue gemeinsame Firma „Looping Brand Media GmbH“ gegründet. Geschäftsführer ist zunächst „Wort & Bild“-Chef Andreas Arntzen, Wichmann und Houcken sollen (Stand: Mitte Februar 2024) ebenfalls zu Geschäftsführern berufen werden, so Arntzen. Die Titel Madame und Monsieur sind ebenfalls von Looping Brand Media aus der Insolvenzmasse übernommen worden.
Darüber hinaus ist der Verlag im digitalen Gesundheitssektor aktiv. Gemeinsam mit dem Pharmagroßhändler Noventi, dem Pharmahersteller Ursapharm und der Verlagstochter Dieter von Holtzbrinck Ventures stellte Wort & Bild Im August 2020 einen 60-Millionen-Euro schweren Digital Health Fonds auf, der vor allem Start Ups unterstützen soll, die sich auf digitale Gesundheitsmedien spezialisiert haben. Gleichzeitig wurde die Belegschaft um 15 bis 20 Personen reduziert.

## Bekannte Zeitschriften
- Apotheken Umschau (seit 1956)
- Eltern (seit 2023, davor Baby & Familie)
- Ärztlicher Ratgeber für werdende und junge Eltern (seit 1964)
- Medizini
- Diabetes Ratgeber
- Senioren Ratgeber
- PTA Women
- HausArzt PatientenMagazin[12]